# 1568 w polityce

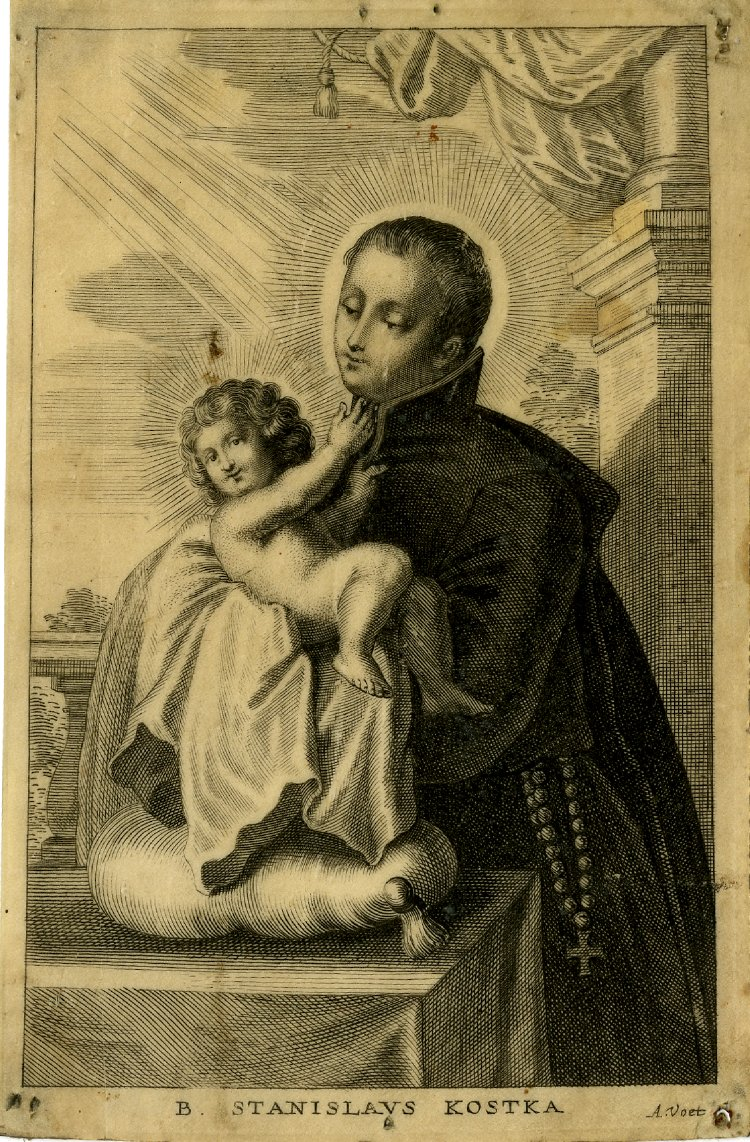
Święty Stanisław Kostka

Wydarzenia polityczne w 1568 roku.

## Zmarli
- Stanisław Kostka, polski święty[1].